# Grodziska (przystanek kolejowy)
Grodziska – zamknięty przystanek osobowy w Grodziskach na linii kolejowej nr 262, w gminie Dźwierzuty, w województwie warmińsko-mazurskim, w Polsce.